# Cumul des mandats au Canada
 (novembre 2021).
Le cumul des mandats au Canada, aussi nommé double mandat, est une pratique autrefois répandue en politique, aujourd'hui interdite.

## Chambres fédérales et provinciales
Le problème du cumul des mandats au Canada se pose à partir de 1867, lorsque la Confédération du Canada crée deux paliers de gouvernement : le fédéral et le provincial. Rien dans la Constitution n'empêche un citoyen de se faire élire député à la chambre fédérale ainsi qu'à une chambre provinciale. La pratique du cumul des mandats s'installe dès la 1re législature : 15 députés québécois et 4 députés ontariens siègent dans les deux chambres. Les premiers ministres provinciaux Pierre-Joseph-Olivier Chauveau, John Sandfield Macdonald, Edward Blake et Amor De Cosmos siègeront à la Chambre des communes du Canada.
Cependant, le double mandat a plusieurs adversaires, dont Félix-Gabriel Marchand au Québec et David Mills en Ontario. Parmi leurs arguments, un député siégeant dans les deux juridictions pourrait se trouver en contradiction avec l'un des deux gouvernements ou bien pourrait exercer des pressions sur l'un d'eux, affaiblissant l'indépendance de l'autre.

### Interdictions
- 1867 : les Parlements du Nouveau-Brunswick et de la Nouvelle-Écosse ne permettent plus à ses parlementaires de siéger au Parlement du Canada ;
- 1872 : le Parlement de l'Ontario ne permet plus à ses parlementaires de siéger au Parlement du Canada ;
- 1873 : le Parlement du Manitoba ne permet plus à ses parlementaires de siéger au Parlement du Canada ;
- 1873 : le Parlement du Canada adopte l'Acte à l'effet de déclarer inhabiles à siéger ou voter dans la Chambre des Communes du Canada, les membres des conseils législatifs et des assemblées législatives des provinces qui forment maintenant ou formeront plus tard partie de la Puissance du Canada. Les parlementaires provinciaux ne peuvent plus siéger à la Chambre des communes du Canada.
- 1874 : le Parlement du Québec ne permet plus à ses députés de siéger à la Chambre des communes du Canada ;
- 1953 : le Parlement du Québec ne permet plus à ses conseillers législatifs de siéger au Sénat du Canada.

Jacob Nicol, décédé en 1958, est le dernier parlementaire à avoir siégé dans les deux parlements.

## Conseil municipal
De 1867 à 1985, 303 maires québécois ont fait partie de l'Assemblée nationale du Québec. Parmi les plus célèbres, Simon-Napoléon Parent fut à la fois maire de Québec et premier ministre du Québec durant cinq années.

### Interdictions
- 1865 : le Conseil de ville de Montréal interdit à ses élus municipaux d'être membre du Conseil exécutif de la province du Canada (ministre).
- 1978 : les maires de municipalités de 100 000 habitants et plus au Québec ne peuvent plus siéger aux parlements du Canada ou du Québec. Le dernier député-maire sera Lucien Caron, député et maire de Verdun jusqu'en 1985.
- 1980 : l'Assemblée nationale du Québec interdit tout cumul de la fonction de député avec celle de membre d'un conseil municipal. En 1982 s'ajoute l'incompatibilité avec la fonction de commissaire scolaire.